# Agacio Guidacerio
Agacio Guidacerio, né en 1477 à Rocca Falluca et mort à Paris en 1542, est un hébraïsant originaire de Calabre.
Professeur d'hébreu à Rome sous le pape Léon X, il avait rassemblé une importante collection de manuscrits et de livres relatifs à ses études. En 1527, le sac de Rome, sous Clément VII, lui fut aussi fatal qu'à d'autres savants : il perdit tout, s'enfuit à Avignon, puis vint à Paris. Il entra au Collège royal comme professeur d'hébreu en 1530.
Ses deux principaux ouvrages, parus initialement à Rome, puis révisés et publiés à Paris, sont une grammaire hébraïque en latin et une traduction latine du Cantique des cantiques avec un commentaire philologique où il compare l'original hébreu aux précédentes traductions latines et à la version grecque de l’Ancien Testament.

## Publications
Rome
- Grammatica hebraicae linguae (1520)
- Canticum canticorum Selomonis (1524)

Paris
- Institutiones grammaticae hebraicae linguae (1529)
- Canticum canticorum Selomonis (1531)
- In preciosissimos septem Davidicos psalmos, qui poenitentiales merito dicuntur, secundum fontes Hebraeorum, nova jam nunc aedita commentaria (1836)
- Grammatica hebraica. In hoc libello continetur : de Literis hebraicis, de punctis, de accentibus, de quantitate syllabarum, deque vera linguae hebraicae pronunciandi ratione, quatenus scriptis ostendi potest (1537)
- Canticum canticorum Ecclesiastes (1539)
- Grammaticae in sanctam Christi linguam institutiones, aeditae per Agathium Guidacerium. De octo partibus orationis, ab ejus peculio, liber secundus (1539)

## Sources
- Sources biographiques : (1) Pierre-Louis Ginguené et Francesco Saverio Salfi, Histoire littéraire d'Italie, Michaud, Paris, vol. VII, 1819, p. 267, et (2) Girolamo Tiraboschi, Storia della letteratura italiana, Società tipografica de' classici italiani, Milano, vol. VII, 1824, p. 1585.
- Sources bibliographiques : Bibliothèque nationale de France.